# Brachydesmus cornuatus
Brachydesmus cornuatus är en mångfotingart som beskrevs av Carl Graf Attems 1903. Brachydesmus cornuatus ingår i släktet Brachydesmus och familjen plattdubbelfotingar. Inga underarter finns listade i Catalogue of Life.